# Kapel van Onze-Lieve-Vrouw-ginder-buiten

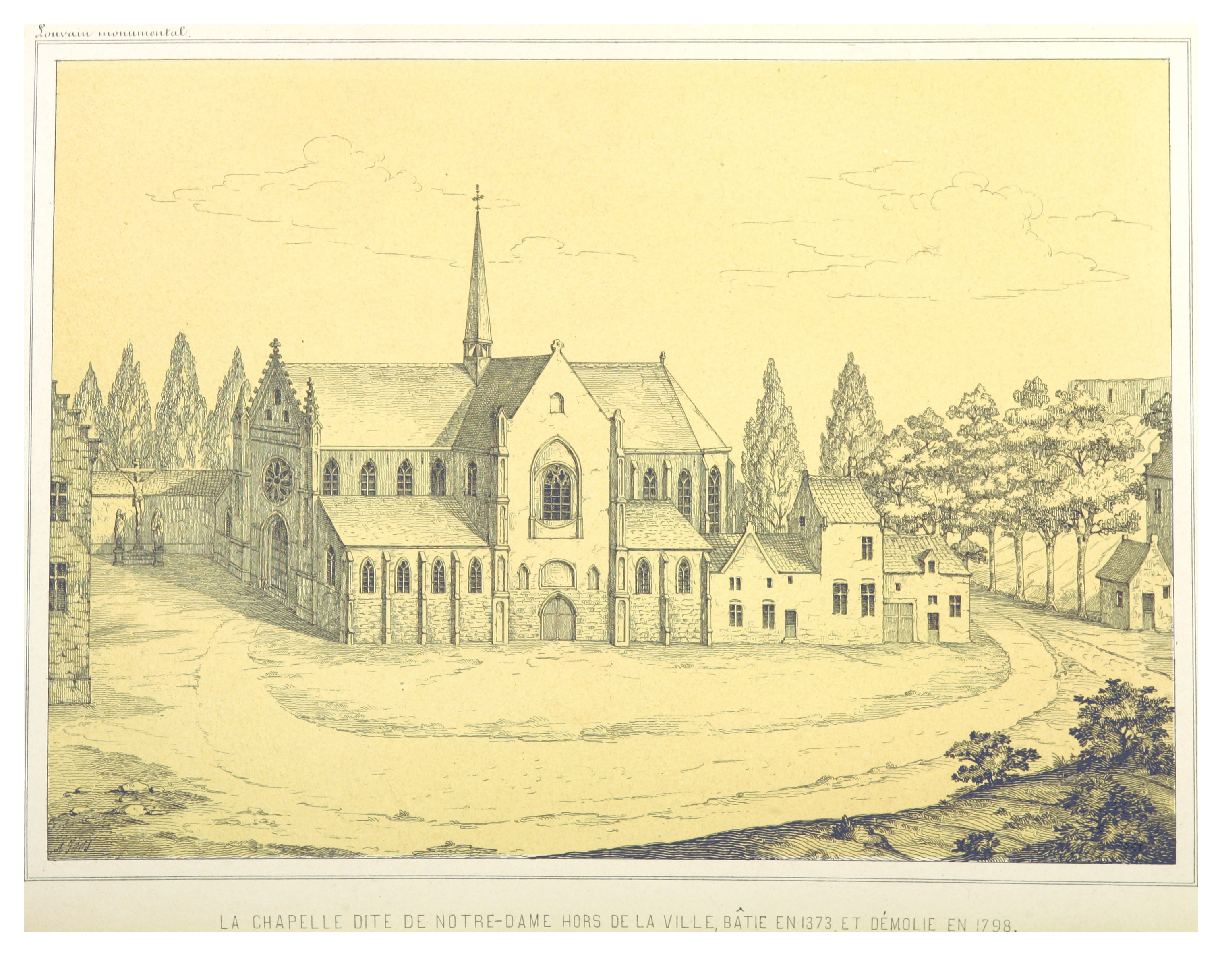
Huiskapel van de Kruisboogschutters van Leuven

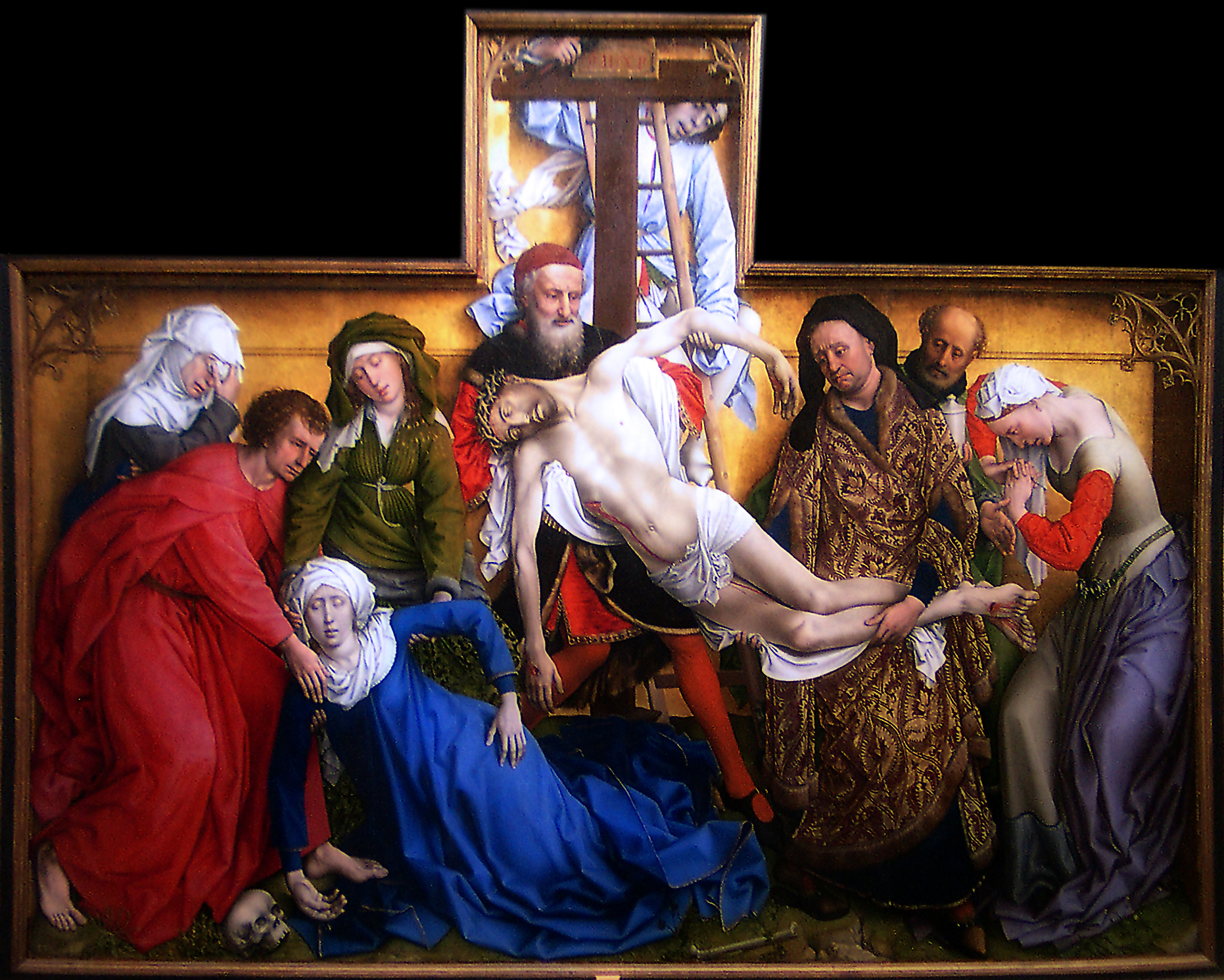
Kruisafneming door Rogier van der Weyden, ooit aan het hoofdaltaar van de kapel

De kapel van Onze-Lieve-Vrouw-ginder-buiten (1364-1798) was een kapel in de stad Leuven in de Zuidelijke Nederlanden.Ze bevond zich in de Tiensestraat nabij de Tiensepoort. Het was de huiskapel van de gilde der kruisboogschutters en, later, eveneens de huiskapel van het Riddergenootschap van Onze-Lieve-Vrouw-der-Smarten.
Andere namen waren Onze-Lieve-Vrouw-daer-buiten, Onze-Lieve-Vrouw-in-de-Hollestraat  of Onze-Lieve-Vrouw-der-Smarten.

## Historiek
In 1364 stichtte de gilde van de kruisboogschutters van Leuven deze kapel. Zij kreeg de naam ginder buiten omdat zij buiten de eerste ringmuur van de stad lag. Zij lag tegen de tweede ringmuur aan, die dateerde van diezelfde 14e eeuw. Tussen de eerste en tweede ringmuur liep de Tiensestraat, toen Hollestraat genoemd; deze sector van de stad was nauwelijks bewoond en toen heuvelachtig. Tegen de Tiensepoort verrees een gotische kapel. De nieuwe kruisboogschutters legden er hun eed van trouw aan de gilde af. Bovendien moest elke kruisboogschutter, bij testament, zijn wapenkleed en kruisboog na zijn dood schenken aan de kapel. De kerk kende een belangrijke bloei met nieuwe glasramen, liturgische vazen, zilverwerk, kandelaars, schilderijen en houten retabels.
De rijkdom van de kapel nam opvallend toe nadat edellieden er een genootschap gesticht hadden. Edellieden van de Staten van Brabant stichtten namelijk het Riddergenootschap of Confrerie van Onze-Lieve-Vrouw-van-Smarten. De kapel was hun huiskapel.
In 1548 had kroonprins Filips II van Spanje zijn zinnen gezet op het schilderij achter het hoofdaltaar. Het ging om de Kruisafneming door Rogier Van der Weyden. De gilde der kruisboogschutters protesteerde fel. Filips II eiste dit schilderij op voor een van zijn kapellen in het Escorial. De tante van Filips II, Maria van Hongarije, gouverneur-generaal der Nederlanden, kwam naar Leuven om te onderhandelen met het stadsbestuur. Het stadsbestuur gaf toe (1555). Maria van Hongarije droeg Michiel Coxie op een kopie te maken van het schilderij. Zij kocht het origineel voor 500 florijnen. Het schilderij verhuisde, goed ingepakt, via haar kasteel van Binche naar Bergen en zo naar de haven van Antwerpen. Daar vervoer een schip het naar Spanje.
Tijdens de periode van de Spaanse Nederlanden werd er een loterij georganiseerd in Brussel (1552). Edellieden uit de Spaanse Nederlanden namen deel aan de loterij. De opbrengst ging naar de aankoop van nog méér liturgische kostbaarheden voor de kapel.
Het bestuur van de Franse Nederlanden schafte de kapel af (1798). De verkoop van de kapel kende een groot succes, vooral omwille van haar schatkamer aan kunstwerken. Ook materialen uit de kapel zoals koper van de lusters, bladgoud en zilveren versierselen werden weggekapt om verkocht te worden. Hetzelfde jaar 1798 ging de kapel tegen de vlakte. Er kwamen particuliere huizen in de plaats.